# Coppa Ronchetti 1995-1996
L'edizione 1995-1996 della Coppa europea Liliana Ronchetti è stata la venticinquesima della seconda competizione europea per club di pallacanestro femminile organizzata dalla FIBA Europe. Si è svolta dal 6 settembre 1995 al 13 marzo 1996.
Vi hanno partecipato sessantacinque squadre. Il titolo è stato conquistato da Tarbes, nella finale disputata su due gare su Alcamo.

## Primo turno preliminare
| Squadra 1             | Totale  | Squadra 2           | Andata | Ritorno |
| --------------------- | ------- | ------------------- | ------ | ------- |
| KK Jedinstvo          | 106-167 | Drava Visual        | 54-87  | 52-80   |
| Osnabrücker Sportclub | 135-129 | Ethnikos Olimpiakos | 77-63  | 58-66   |
| Fenerbahçe SK         | 133-127 | Stomana             | 77-61  | 56-66   |
| BBC Résidence         | 97-143  | Mini-Flat Dames     | 49-69  | 48-74   |
| Deniz Nakliyat        | 124-129 | Odeja-Marmor        | 70-62  | 54-67   |
| A.E.L.                | 90-197  | Elitzur Delek       | 41-97  | 49-100  |
| KK Jabuka             | 104-111 | Pagrati A.C.        | 49-54  | 55-57   |

## Secondo turno preliminare
| Squadra 1                 | Totale  | Squadra 2                 | Andata  | Ritorno |
| ------------------------- | ------- | ------------------------- | ------- | ------- |
| Drava Visual              | 122-133 | BK Sporiteľňa Bratislava  | 71-69   | 51-64   |
| Osnabrücker Sportclub     | 113-126 | CB Navarra                | 66-54   | 47-72   |
| ACRO                      | 149-152 | Kozachka Zalk             | 82-79   | 67-73   |
| HKK Busovaca              | 85-247  | BSE Esma                  | 41-107  | 44-140  |
| Lotos VBW Clima           | 146-161 | Force-Majeure             | 70-90   | 76-71   |
| ZKD Kograd                | 133-144 | ŠK Slovan JOPA Bratislava | 75-77   | 58-67   |
| Mibex Ilirija             | 97-195  | Imos-Gambrinus            | 52-88   | 45-107  |
| Istanbul Universitesi SBK | 114-195 | DKSK Borsodchem           | 57-97   | 57-98   |
| Meoba                     | 200-215 | Botasspor Club Adana      | 112-100 | 88-115  |
| Panathinaikos AC          | 140-143 | FTC Diego                 | 64-62   | 76-81   |
| Chaika                    | 40-0    | Aypara                    | 20-0    | 20-0    |
| BC Icim                   | 110-195 | KK Hemofarm Vrsac         | 58-77   | 52-118  |
| Fenerbahçe SK             | 133-161 | Gysev Ringa               | 65-90   | 68-71   |
| CAB Levi's                | 133-173 | BCSS Namur                | 61-80   | 72-93   |
| Wemex Berlin              | 141-156 | Halcon Viajes Alba        | 71-71   | 70-85   |
| BK VSS Lokomotíva Košice  | 167-120 | DJK Wildcats              | 87-64   | 80-56   |
| Mini-Flat Dames           | 105-133 | Tarbes GB                 | 65-61   | 40-72   |
| BC Copenhagen             | 153-146 | BBC Morgins               | 79-64   | 74-82   |
| Universitatea             | 113-134 | Lachen Ramat Hasharon     | 62-80   | 51-54   |
| TJ Spartak                | 160-159 | ZKK Zrinjevac             | 75-79   | 85-80   |
| SK Luftetari              | 89-199  | MGS Apollon               | 42-109  | 47-90   |
| Odeja-Marmor              | 111-173 | Riunita Messinese         | 44-83   | 67-90   |
| ZKK Merkur                | 126-159 | Wolfenbüttel E.V.         | 63-89   | 63-70   |
| BK Spartak SAM Myjava     | 104-152 | BC Red Star               | 55-57   | 49-95   |
| BC Arlesheim              | 96-164  | Sport Club Alcamo         | 52-79   | 44-85   |
| Elitzur Delek             | 137-122 | Pagrati A.C.              | 63-57   | 74-65   |

## Terzo turno preliminare
| Squadra 1                | Totale  | Squadra 2          | Andata | Ritorno |
| ------------------------ | ------- | ------------------ | ------ | ------- |
| Sporiteľňa Bratislava    | 145-131 | CB Navarra         | 66-66  | 79-65   |
| Kozachka Zalk            | 146-148 | BSE Esma           | 93-68  | 53-80   |
| Force-Majeure            | 173-181 | USV Olympic        | 87-97  | 86-84   |
| ŠK Slovan Bratislava     | 164-162 | Caja Rural         | 66-58  | 98-104  |
| Imos-Gambrinus           | 201-198 | DKSK Borsodchem    | 121-92 | 80-106  |
| Botasspor Club Adana     | 112-189 | FTC Diego          | 69-74  | 43-115  |
| Chaika                   | 126-161 | Aix en Provence BB | 67-74  | 59-87   |
| KK Hemofarm Vrsac        | 156-142 | Gysev Ringa        | 88-81  | 68-61   |
| BCSS Namur               | 145-160 | Halcon Viajes Alba | 89-92  | 56-68   |
| BK VSS Lokomotíva Košice | 129-164 | Tarbes GB          | 62-85  | 67-79   |
| BC Copenhagen            | 138-165 | Symel              | 62-76  | 76-89   |
| Lachen Ramat Hasharon    | 180-168 | TJ Spartak         | 96-82  | 84-86   |
| MGS Apollon              | 162-177 | Riunita Messinese  | 82-75  | 80-102  |
| Wolfenbüttel E.V.        | 120-133 | Challes Savoie     | 61-63  | 59-70   |
| BC Red Star              | 132-141 | Sport Club Alcamo  | 57-50  | 75-91   |
| Elitzur Delek            | 123-135 | Lavezzini Parma    | 62-66  | 61-69   |